# Shinbutsu shūgō

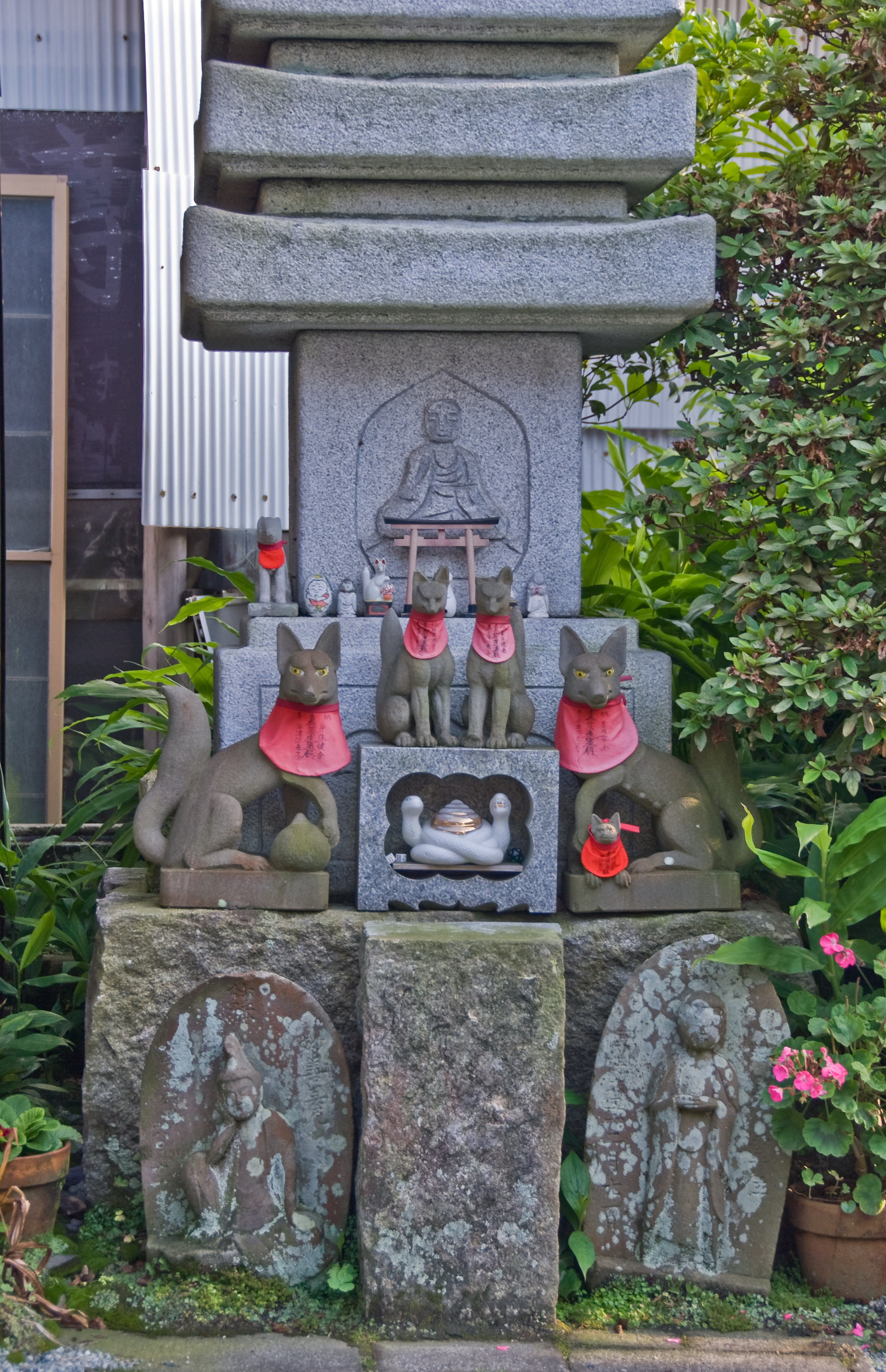
Volpi sacre del kami shintoista Inari, un torii, una pagoda buddista in pietra e figure buddiste in un esempio di sincretismo shinto-buddistico al Jōgyō-ji di Kamakura

Shinbutsu shūgō (神仏習合?, "sincretismo di kami e buddha"), detto anche shinbutsu konkō (神仏混淆?, "contaminazione di kami e buddha"), è la tendenza, tipica del panorama religioso giapponese, di accomunare gli elementi della religione buddista allo shintoismo, l'antica religione nazionale del Giappone.
Quando il buddismo fu introdotto dalla Cina nel periodo Asuka (VI secolo), piuttosto che abbandonare il vecchio credo, i giapponesi trovarono il modo di far coesistere le due religioni, secondo una formula sincretistica che concepiva i kami come incarnazioni di altrettanti buddha e bodhisattva. In questo senso, divenne comune la pratica di associare i templi buddisti ai santuari shintoisti locali e viceversa, ricavandone luoghi di culto idonei sia all'adorazione delle divinità shintoiste sia alle celebrazioni religiose buddiste. La religione locale e il buddismo straniero non si fusero mai del tutto, ma rimasero inestricabilmente legati fino ai giorni nostri, interagendo l'una con l'altro. La profondità della conseguente influenza del buddismo sulle credenze religiose locali può essere vista, ad esempio, nel fatto che gran parte del vocabolario concettuale dello shintoismo e persino i tipi di santuari shintoisti che vediamo oggi, caratterizzati da grandi sale di culto e dalla presenza di immagini sacre, sono essi stessi di origine buddista. La separazione formale del buddismo dallo shintoismo avvenne alla fine del XIX secolo a seguito della restaurazione Meiji; tuttavia, la pratica dello shinbutsu shūgō continua ancora.
Lo stesso termine shinbutsu shūgō fu coniato durante la prima era moderna (XVII secolo) per riferirsi alla fusione di kami e buddha in generale, in opposizione a specifiche correnti all'interno del buddismo che facevano lo stesso (ad esempio Ryōbu Shintō e Sannō Shintō). Il termine può avere anche una connotazione negativa, in quanto legato ai concetti di contaminazione e aleatorietà.

## Assimilazione del buddismo

### Dibattito sulla natura dello shintoismo
Non c'è accordo tra gli esperti riguardo alla misura esatta della fusione tra le due religioni.
Secondo alcuni studiosi, come il giapponese Naofusa Hirai e lo statunitense Joseph Kitagawa, lo shintoismo è la religione autoctona del Giappone, e come tale è esistito ininterrottamente fin dai tempi antichi, incorporando tutti i rituali e le credenze popolari giapponesi dalla preistoria al presente. Lo stesso termine "shintoismo" (神道?) fu coniato nel VI secolo per differenziare la religione locale liberamente organizzata dal buddismo di origine straniera.
La visione opposta appartiene allo storico giapponese Toshio Kuroda (e ai suoi sostenitori) che, in un famoso articolo (Shintoismo nella storia della religione giapponese, pubblicato in inglese nel 1981), sostiene che lo shintoismo come religione indipendente sia nato soltanto nel periodo moderno dopo essere emerso nel Medioevo come una propaggine del buddismo. L'argomentazione principale di Kuroda è che lo shintoismo, come religione distinta, sia un'invenzione degli ideologi nazionalisti giapponesi del periodo Meiji. Egli sottolinea come la formalizzazione statale dei rituali shintoisti e il sistema di classificazione dei santuari del periodo Heian non dimostrino l'emergere dello shintoismo come religione indipendente, ma che invece, costituiscano il tentativo di spiegare le credenze locali in termini buddisti. Egli afferma anche che, sebbene i due caratteri della parola "shintoismo" appaiano molto presto nella documentazione storica, per esempio nel Nihongi, ciò non basta ad attestare l'esistenza già al tempo dello shintoismo per come viene inteso oggi. Questo perché originariamente gli stessi caratteri erano usati per la parola "taoismo" o anche per il concetto generico di religione. Infatti, secondo Kuroda, molte caratteristiche dello shintoismo, ad esempio l'adorazione di specchi e spade o la struttura stessa del santuario di Ise (il sito più sacro e più importante dello shintoismo) sono tipici del taoismo. Il termine shintoismo nei testi antichi quindi non indicherebbe necessariamente qualcosa di unicamente giapponese.
Sempre secondo questa visione, l'ascesa dello shintoismo come religione autonoma è stata graduale e ha iniziato a manifestarsi con l'emergere della corrente dello Yoshida Shintō. Il termine shintoismo cominciò a essere usato con il significato odierno di adorazione dei kami soltanto più tardi, durante il periodo Edo. Durante la stessa epoca, teorici kokugaku come Motoori Norinaga cercarono di separarlo intellettualmente dal buddismo, preparando il terreno per lo scisma finale della restaurazione Meiji.
Secondo il primo punto di vista, quindi, le due religioni erano al momento del loro primo incontro già formate e indipendenti e da allora in poi coesistettero traendo influenza l'una dall'altra. Secondo le teorie di Kuroda, il buddismo, incontrando le credenze locali sui kami, diede origine allo shintoismo di oggi.

### Il processo di assimilazione
La fusione del buddismo con il culto locale dei kami iniziò quando il primo fu introdotto in Giappone dalla Cina nel VI secolo. Mononobe no Okoshi scrisse: «I kami della nostra terra si offenderanno se adoriamo un kami straniero». Mononobe, infatti, considerava Gautama Buddha come un qualsiasi altro kami. I kami stranieri venivano chiamati banshin (蕃神? "dèi barbari") o busshin (仏神? "dèi buddisti"), ed erano considerati più o meno alla stregua di quelli locali. Inizialmente, quindi, il conflitto tra le due religioni era di natura politica, e non religiosa, una lotta tra il clan progressista Soga, che voleva una prospettiva più internazionale per il paese, e il clan conservatore Mononobe, che voleva il contrario.
Il buddismo non ebbe un ruolo passivo nel processo di assimilazione, ma era esso stesso pronto ad assimilare e a essere assimilato.  Quando penetrò in Giappone, il buddismo era già sincretico, essendosi adattato e amalgamato con altre religioni e culture in India, Cina e nella penisola coreana. Ad esempio, già in India, aveva assorbito le divinità indù Brahmā (Bonten in giapponese) e Indra (Taishakuten). Quando arrivò in Giappone, possedeva già la prodisposizione a produrre quelle divinità composite che i giapponesi avrebbero chiamato shūgōshin (習合神? "divinità sincretiche"). Ricercare le origini di un kami nelle scritture buddiste non era un fatto insolito.
Tuttavia, sebbene i monaci buddisti non dubitassero dell'esistenza dei kami, essi li vedevano come inferiori ai loro buddha. Un trattamento analogo era stato riservato agli dèi indù, considerati non illuminati e prigionieri del saṃsāra. Quando le rivendicazioni di superiorità buddista incontrarono le prime resistenze, i monaci cercarono di superarle integrando deliberatamente i kami nel loro sistema religioso.

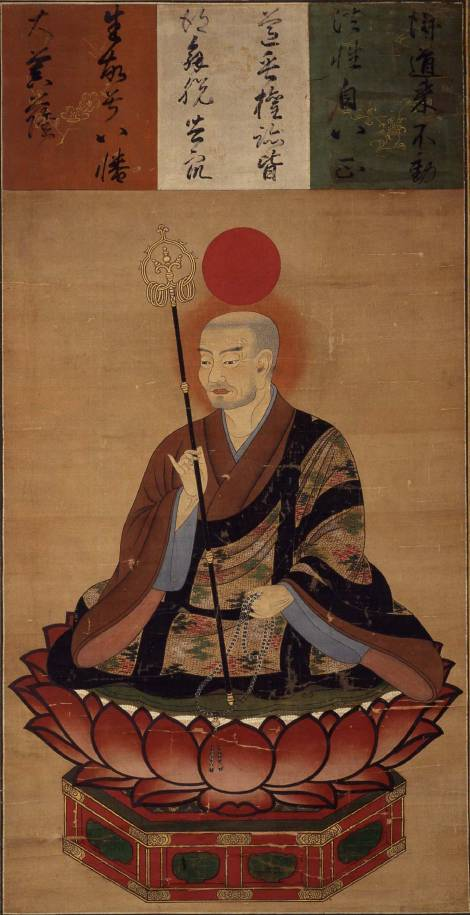
Un rotolo raffigurante Hachiman vestito da monaco buddista

Il processo di fusione è solitamente diviso in tre fasi. Una prima lettura delle differenze tra le idee religiose giapponesi e il buddismo, così come il primo tentativo di conciliare i due culti, è attribuito al principe Shōtoku (574-622), mentre i primi segni che le differenze tra le due visioni del mondo cominciavano a manifestarsi ai giapponesi in generale appaiono al tempo dell'imperatore Tenmu (673-686). Di conseguenza, uno dei primi tentativi di conciliare lo shintoismo e il buddismo fu fatto nell'VIII secolo durante il periodo Nara, con la fondazione dei cosiddetti jingū-ji (神宮寺?), complessi a metà tra un santuario shintoista e un tempio buddista. Dietro questa usanza c'era l'idea che i kami, come qualsiasi altro essere senziente, fossero esseri perduti bisognosi di liberazione attraverso il buddismo. Si pensava che i kami fossero soggetti al karma e alla reincarnazione come gli esseri umani, e le antiche storie buddiste raccontano di come i monaci erranti si assumessero il compito di aiutare i kami sofferenti. Secondo la tradizione, infatti, i kami apparivano in sogno ai monaci, rivelando loro la propria sofferenza. Per migliorare il karma del kami attraverso i riti e la lettura dei sutra, i monaci buddisti avrebbero costruito dei templi accanto ai santuari shintoisti. I primi esempi di queste strutture risalgono al VII secolo, e una delle più antiche si trovava presso il santatuario di Usa, nel Kyūshū, dove la figura di Hachiman era venerata insieme a quella di Maitreya. La costruzione di templi nei pressi dei santuari diede origine a grandi complessi templari, che a loro volta accelerarono il processo di fusione tra le due religioni. Come risultato, molti santuari che fino a quel momento erano stati solo un luogo all'aperto vennero trasformati in raggruppamenti di edifici in stile buddista.
Alla fine dello stesso secolo, in quella che è considerata la seconda fase della fusione, il kami Hachiman fu proclamato dharmapala (protettore del dharma) e, in seguito, bodhisattva. I santuari in suo onore iniziarono a essere costruiti nelle immediate vicinanze dei templi, segnando un importante passo avanti nel processo di fusione di kami e buddismo. Quando fu costruito il grande Buddha al Tōdai-ji di Nara, fu eretto all'interno del tempio anche un santuario per Hachiman, secondo la leggenda per volere dallo stesso kami. Hachiman considerava questa la sua ricompensa per aver aiutato il tempio a trovare i materiali per la costruzione della statua. In seguito, divenne usanza erigere dei santuari nei pressi dei templi in onore dei kami protettori come Hachiman. Questi santuari erano noti col nome di chinjusha (鎮守社? "santuari dei kami protettori").

### La teoriahonji suijaku
La terza e ultima fase della fusione ebbe luogo nel IX secolo con lo sviluppo dello honji suijaku (本地垂迹?), una teoria secondo cui i kami giapponesi sarebbero delle emanazioni di buddha, bodhisattva o deva, le quali si confonderebbero tra gli esseri umani per condurli sulla Via buddista. Questa teoria era la chiave di volta dell'intero sistema shinbutsu shūgō e di conseguenza il fondamento della religione giapponese per molti secoli. Grazie al contatto con la legge buddista, i kami non vennero più visti come spiriti potenzialmente pericolosi, ma piuttosto come la rappresentazione terrena di buddha e bodhisattva che, in quanto tali, possedevano una saggezza propria. I concetti di buddha e kami  divennero, in questo senso, indivisibili.
Lo stesso concetto di kami, tuttavia, poteva cambiare radicalmente a seconda delle diverse correnti di pensiero buddiste. Da una parte c'erano i pensatori dello Ryōbu Shintō del buddismo Shingon, che consideravano kami e buddha equivalenti in potenza e dignità. Tuttavia, non tutti i kami erano considerati emanazioni di buddha. Alcuni di questi, spesso chiamati jitsu no kami (実神? "veri kami"), solitamente di natura maligna, non avevano alcuna controparte buddista. Tra loro vi era il tengu, o tipi di animali che si pensava fossero dotati di poteri soprannaturali, come la volpe (kitsune) o il cane procione giapponese (tanuki). Secondo lo Ryōbu Shintō, anche questi esseri inferiori potevano essere visti come manifestazioni di Vairocana e Amaterasu.
D'altra parte, il buddismo della Terra Pura aveva rinunciato inizialmente all'adorazione dei kami a causa dell'idea che questi fossero inferiori ai buddha. Tuttavia, il più importante ramo della Terra Pura, la Jōdo Shinshū, incoraggiava ancora l'adorazione dei kami nonostante la fede in Amida Buddha fosse la pratica principale. Sotto l'influenza di Rennyo e di altri leader, la Jōdo Shinshū accettò inoltre le tradizionali credenze honji suijaku e la relazione spirituale tra kami, buddha e bodhisattva.

### Shinbutsu kakuri
Le due religioni tuttavia non si sono mai fuse completamente e, pur sovrapponendosi qua e là, hanno mantenuto la loro identità particolare all'interno di una relazione difficile, in gran parte non sistematizzata e tesa. Questa relazione esisteva, piuttosto che tra due sistemi, tra particolari kami e particolari buddha. I due erano sempre percepiti come entità parallele ma separate. Oltre allo shinbutsu shūgō c'era sempre l'altro lato della medaglia della continua separazione.
Infatti, il termine shinbutsu kakuri (神仏隔離?, isolamento del kami dal Buddismo) la terminologia buddista giapponese si riferisce alla tendenza che esisteva in Giappone nel tenere alcuni kami separati dal buddismo. Mentre alcuni kami erano integrati nel buddismo, altri (o a volte persino lo stesso kami in un contesto diverso) venivano sistematicamente allontanati dal buddismo. Questo fenomeno ha avuto conseguenze significative per la cultura giapponese nel suo complesso. Non deve essere confuso con shinbutsu bunri ("separazione di kami e buddha") con haibutsu kishaku ("abolizione dei buddha e distruzione Shākyamuni"), che sono fenomeni ricorrenti nella storia giapponese e solitamente dovuti a cause politiche. Mentre il primo assume l'accettazione del buddismo, il secondo e il terzo effettivamente si oppongono.
In ogni caso la pratica aveva conseguenze importanti, tra cui la prevenzione della completa assimilazione delle pratiche di kami nel buddismo. Inoltre, la proibizione del Buddismo ai templi di Ise e Kamo ha permesso loro di sviluppare liberamente le loro teorie sulla natura dei kami.

## Buddismo e Shintoismo dopo l'Ordine di Separazione
Durante il Shinbutsu bunri, nel tentativo di separare lo Shinto dal Buddismo, i templi e i santuari furono forzatamente separati dalla legge con il "Ordine di separazione tra Kami e Buddismo" (神仏判然令?, Shinbutsu Hanzenrei) del 1868.
Tuttavia, nonostante più di un secolo di separazione formale delle due religioni, templi o santuari che non li separano sono ancora comuni, come dimostrato ad esempio dall'esistenza di alcuni importanti santuari buddisti Inari. Durante il periodo Meiji, per aiutare la diffusione dello Shintoismo, i templi-santuari (jingū-ji) furono distrutti mentre i santuari del tempio (chinjusha) furono tollerati. Di conseguenza, i templi-santuario sono ora rari (ne è un esempio esistente il Seiganto-ji), ma i santuari del tempio sono comuni e la maggior parte dei templi ne ha almeno uno piccolo.
Istituzioni religiose di spicco in entrambi i campi testimoniano ancora l'integrazione delle due religioni. Il grande tempio Kenchō-ji, il numero uno dei grandi templi zen di Kamakura (il sistema delle cinque montagne) comprende due santuari. Una delle isole nello stagno di destra di Tsurugaoka Hachimangū a Kamakura ospita un sottotempio dedicato alla dea Benzaiten, una forma di Saraswati. Per questo motivo, il sotto-santuario fu rimosso nel 1868 al tempo dello Shinbutsu Bunri, ma ricostruito nel 1956.
Lo Shintoismo e il Buddismo hanno ancora una relazione simbiotica di interdipendenza, in particolare riguardo ai riti funebri (affidati al Buddismo) e ai matrimoni (di solito lasciati allo Shinto o talvolta al Cristianesimo). La separazione delle due religioni è quindi considerata solo superficiale, e shinbutsu shūgō è ancora una pratica accettata.
Tuttavia, la separazione delle due religioni è percepita come reale dal pubblico. La studiosa Karen Smyers commenta: "La sorpresa di molti dei miei informatori sull'esistenza di templi buddisti Inari mostra il successo del tentativo del governo di creare categorie concettuali separate per quanto riguarda i siti e determinate identità, sebbene la pratica rimanga multipla e non esclusiva".